# Vincenzo Maria Farano

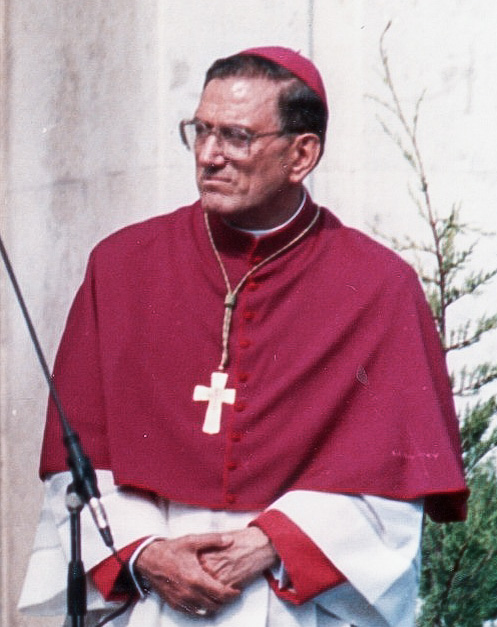
Vincenzo Maria Farano

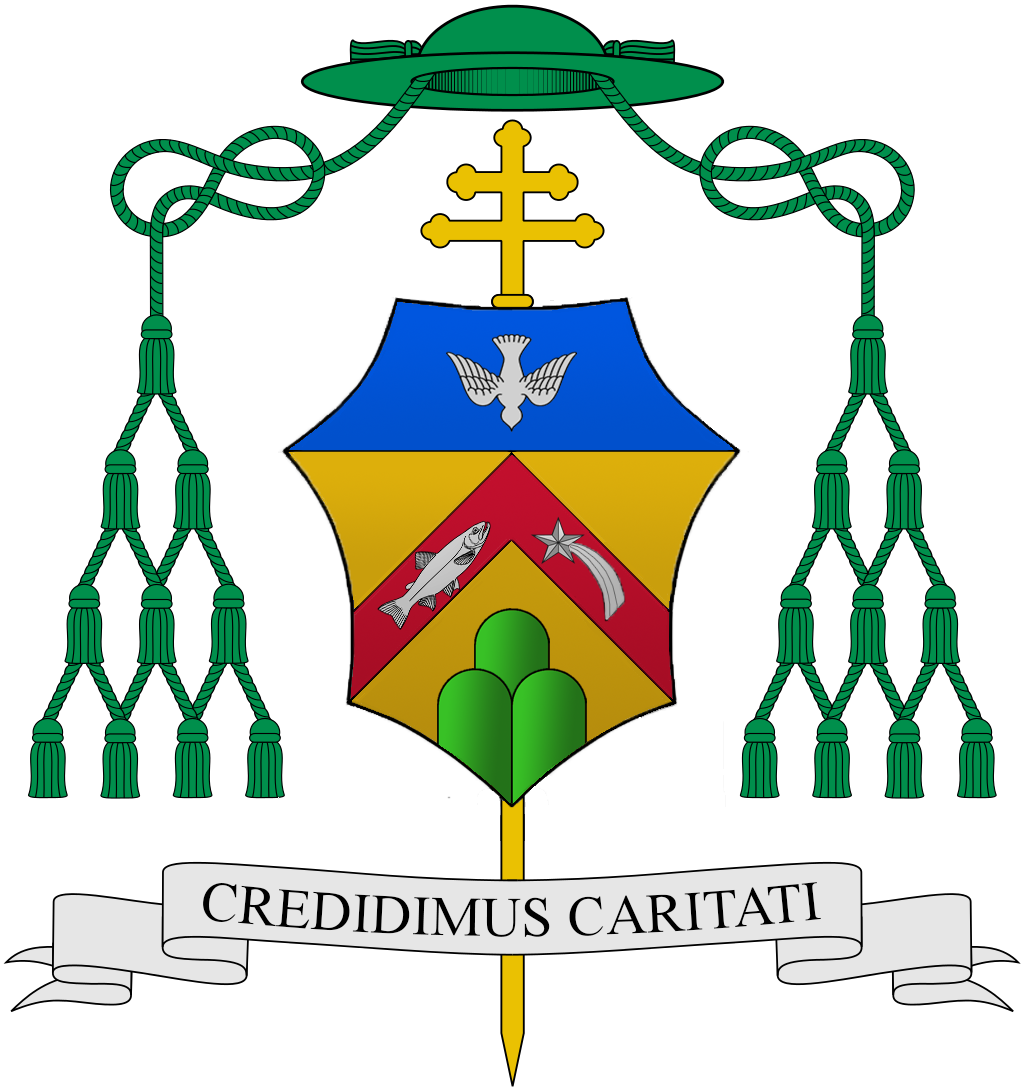
Bischofswappen

Vincenzo Maria Farano (* 21. Juli 1921 in Trani, Apulien; † 17. Januar 2008 in Gianola) war ein italienischer Geistlicher, Diplomat des Heiligen Stuhls und römisch-katholischer Erzbischof von Gaeta.

## Leben
Vincenzo Maria Farano empfing am 3. Juni 1944 die Priesterweihe.
Papst Paul VI. ernannte ihn am 8. August 1973 zum Titularerzbischof von Cluentum und zum Apostolischen Pro-Nuntius in Indonesien. Die Bischofsweihe spendete ihm der Präsident des Päpstlichen Rates „Cor Unum“, Jean-Marie Kardinal Villot, am 30. September 1973; Mitkonsekratoren waren der Erzbischof im Staatssekretariat und spätere Kardinal Giovanni Benelli und der Präfekt der Kongregation für die Evangelisierung der Völker und spätere Kardinal, Duraisamy Simon Lourdusamy. Am 25. August 1979 wurde er von Papst Johannes Paul II. zum Apostolischen Nuntius in Ecuador ernannt.
Am 14. August 1986 ernannte ihn Papst Johannes Paul II. zum Erzbischof von Gaeta. Am 12. Februar 1997 nahm Papst Johannes Paul II. das altersbedingte Rücktrittsgesuch von Vincenzo Maria Farano an.